# Entomogramma postistrigaria
Entomogramma postistrigaria är en fjärilsart som beskrevs av Walker 1865. Entomogramma postistrigaria ingår i släktet Entomogramma och familjen nattflyn. Inga underarter finns listade i Catalogue of Life.